# 1821 Aconcagua
1821 Aconcagua eller 1950 MB är en asteroid i huvudbältet som upptäcktes den 24 juni 1950 av den argentinske astronomen Miguel Itzigsohn vid La Plata observatoriet. Den har fått sitt namn efter Aconcagua, ett berg i bergskedjan Anderna.